# Otwarty Uniwersytet Cypru
Otwarty Uniwersytet Cypru (gr. Ανοικτό Πανεπιστήμιο Κύπρου tur: Kıbrıs Açık Üniversitesi) – państwowy uniwersytet na Cyprze, mający swoją siedzibę w Nikozji, stolicy wyspy. Zgodnie z ideą "Otwartego Uniwersytetu" poświęcony jest wyłącznie zagadnieniom kształcenia ustawicznego oraz kształcenia na odległość.

## Metodologia
Otwarty Uniwersytet Cypru oferuje studia za pomocą metod kształcenia na odległość. W ten sposób studenci mają możliwość uczenia się w wybranym przez nich czasie, bez konieczności fizycznej obecności na zajęciach. Stopnie naukowe nadawane przez OUC są uznawane za równoważne z tymi nadanymi przez "tradycyjne" uniwersytety. 
Otwarty Uniwersytet Cypru wykorzystuje różnego rodzaju multimedia aby zapewnić swoim studentom materiały oraz pomoce naukowe w taki sposób, aby mogli realizować swój program studiów w dowolnym miejscu. W chwili obecnej OUC korzysta z następujących metod i technik:
- zapewnia studentom materiały multimedialne, wysyłane za pośrednictwem Internetu, wysyłanych na płytach CD, DVD lub w formie wydrukowanej,
- organizowanie "wirtualnych klas" za pośrednictwem Internetu.

Studenci posiadają dostęp do specjalnej platformy edukacyjnej, na której znaleźć mogą m.in. materiały dotyczące studiów, kontaktować się z wykładowcami za pomocą takich narzędzi jak chat, wideokonferencje, fora, wymieniać się pomysłami i ideami z innymi studentami oraz uzyskać wszelkie istotne informacje.